# Бялобжеги (гміна, Ланьцутський повіт)
Гміна Бялобжеги (пол. Gmina Białobrzegi) — сільська гміна у східній Польщі. Належить до Ланьцутського повіту Підкарпатського воєводства.
Станом на 31 грудня 2011 у гміні проживало 8374 особи.

## Територія
Згідно з даними за 2007 рік площа гміни становила 56.13 км², у тому числі:
- орні землі: 73.00 %
- ліси: 14.00 %

Таким чином, площа гміни становить 12.42 % площі повіту.

## Населення
Станом на 31 грудня 2011:
| Опис     | Загалом | Загалом | Чоловіки | Чоловіки | Жінки | Жінки |
| -------- | ------- | ------- | -------- | -------- | ----- | ----- |
| одиниця  | осіб    | %       | осіб     | %        | осіб  | %     |
| все      | 8374    | 100     | 4146     | 49.51    | 4228  | 50.49 |
| міське   | 0       | 100     | 0        |          | 0     |       |
| сільське | 8374    | 100     | 4146     | 49.51    | 4228  | 50.49 |

## Сусідні гміни
Гміна Бялобжеги межує з такими гмінами: Гродзисько-Дольне, Жолиня, Ланьцут, Ланьцут, Переворськ, Триньча, Чарна.